# Meisjesstad

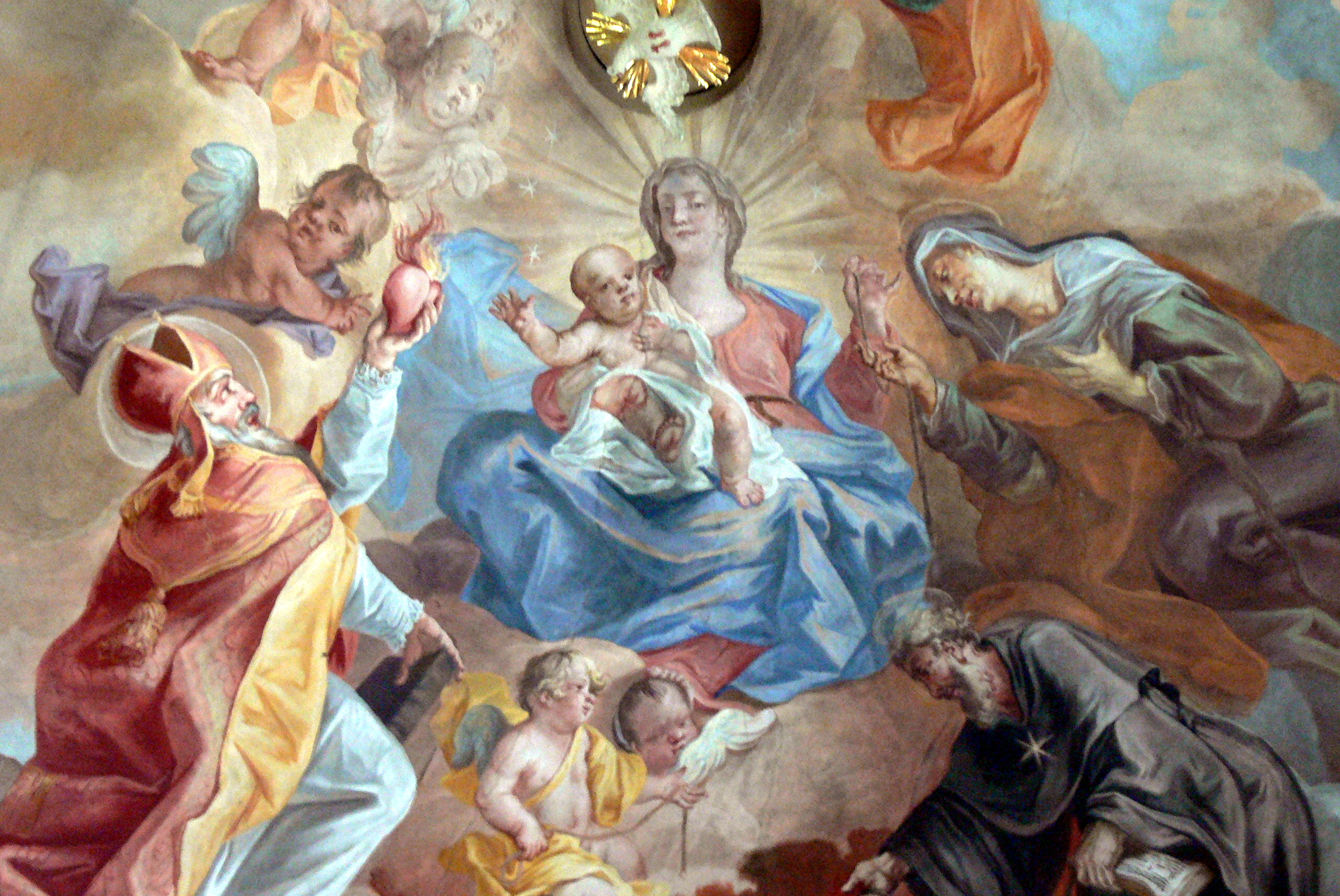
De heilige Monica, rechts op het schilderij, draagt haar zoon de heilige Augustinus op aan Jezus en zijn moeder

Meisjesstad is een voorziening voor maatschappelijke opvang in Utrecht.
De voorziening werd in 1939 gesticht door de Zusters Augustinessen van Sint-Monica (en vooral op instigatie van hun stichter, de augustijner pater Sebastianus van Nuenen), en was aanvankelijk alleen bedoeld als opvang voor jonge meisjes die ongewenst zwanger waren geworden. De naam van het instituut was afgeleid van Augustinus' hoofdwerk De Civitate Dei, over de Stad Gods. Later kreeg Meisjesstad meer de taak te voorzien in de opvang van meisjes en vrouwen die door (hun) mannen werden bedreigd of mishandeld. Nog weer later werd het een opvangcentrum voor dakloze vrouwen die - al dan niet - in remissie waren van hun verslaving. De Augustinessen van Sint-Monica hebben tot 2009 de zorg gedragen voor Meisjesstad. Daarna werd hun werk overgedragen aan de Utrechtse stichting De Tussenvoorziening, een stichting die zich toelegt op het helpen van mensen die, om welke reden dan ook, aangewezen zijn op maatschappelijke opvang. In 2008 maakte het Stut Theater een voorstelling over Meisjesstad.